# 아르투어 요나트
아르투어 요나트(독일어: Arthur Jonath, 1909년 9월 9일 ~ 1963년 4월 14일)는 독일의 단거리 육상 선수이다. 1932년 로스앤젤레스 하계 올림픽 대회에 출전하여 400m 릴레이 종목의 2회분과 200m 종목에서의 기록을 보면 400m 릴레이 종목에서는 2위 및 3위를 기록하였고 200m 종목에서는 순위권에서 밀려나면서 4위에 랭크되었다.
그러나 아르투어 요나트는 본디부터 권투 선수로 맹활약하였지만, 훗날 잦은 손목 부상에 시달리면서 육상 선수로 포지션을 바꾸었다. 그러다가 1931년과 1932년에는 그가 세운 100m 및 200m 달리기 기록으로도 물론 신기록까지 세운 바 있다. 또한 1930년과 1931년의 경우 50m, 60m에서도 3개의 실내 세계 기록까지 경신하였고, 1932년과 1933년에는 100m 달리기에서 2개의 실외 세계 기록을 경신하였으며, 또한 독일의 400m 릴레이 팀과 더불어 3개의 세계 기록을 또 수립한 바 있다.